# Heliaden

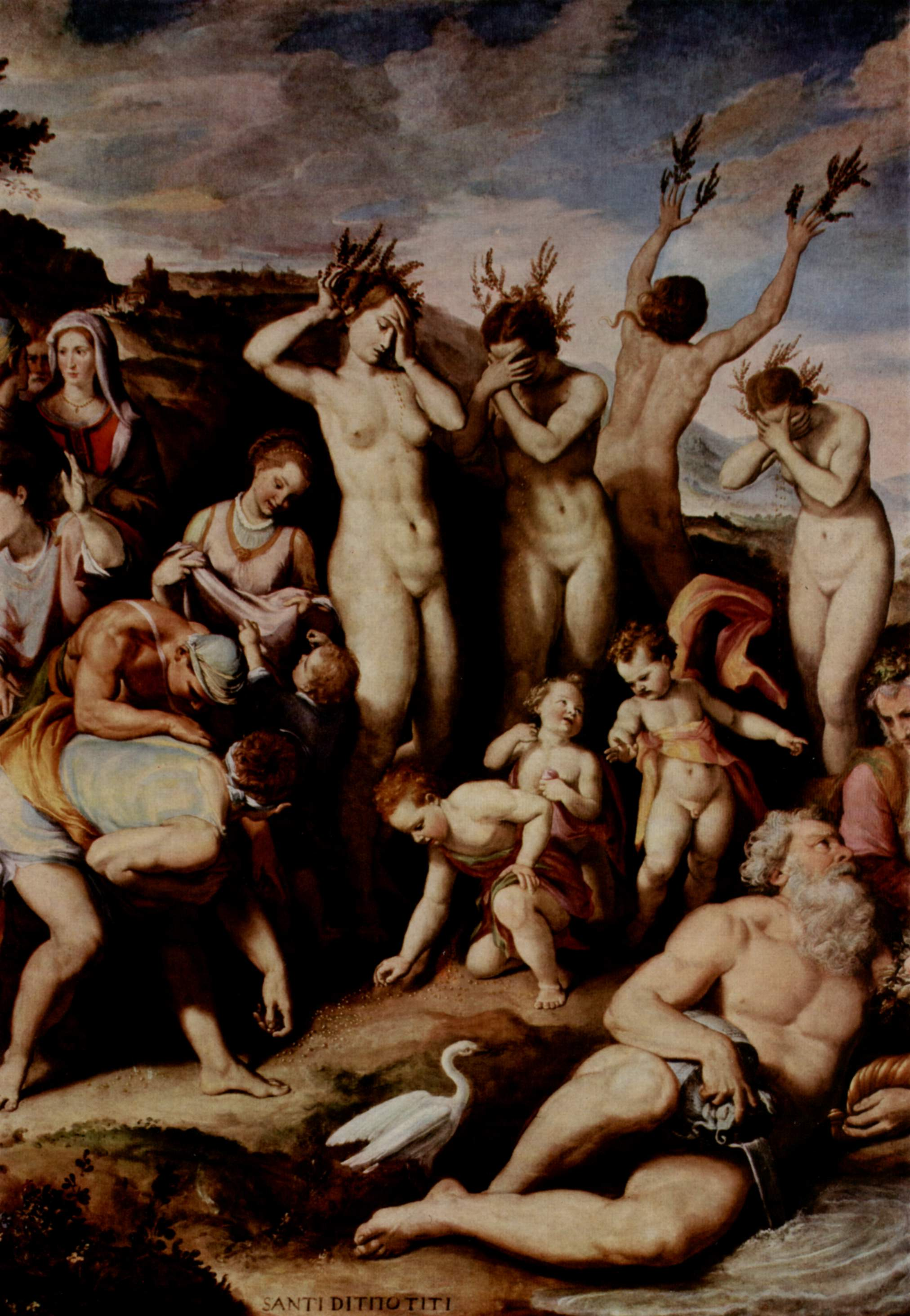
De in populieren veranderde zusters van Phaëton, Santi di Tito (2e helft 16e eeuw

De Heliaden (Oudgrieks: Ἡλιάδες, "kinderen van de zon") waren volgens de Griekse mythologie de dochters van de Zonnegod Helios en de Oceanide Clymene.

## Namen

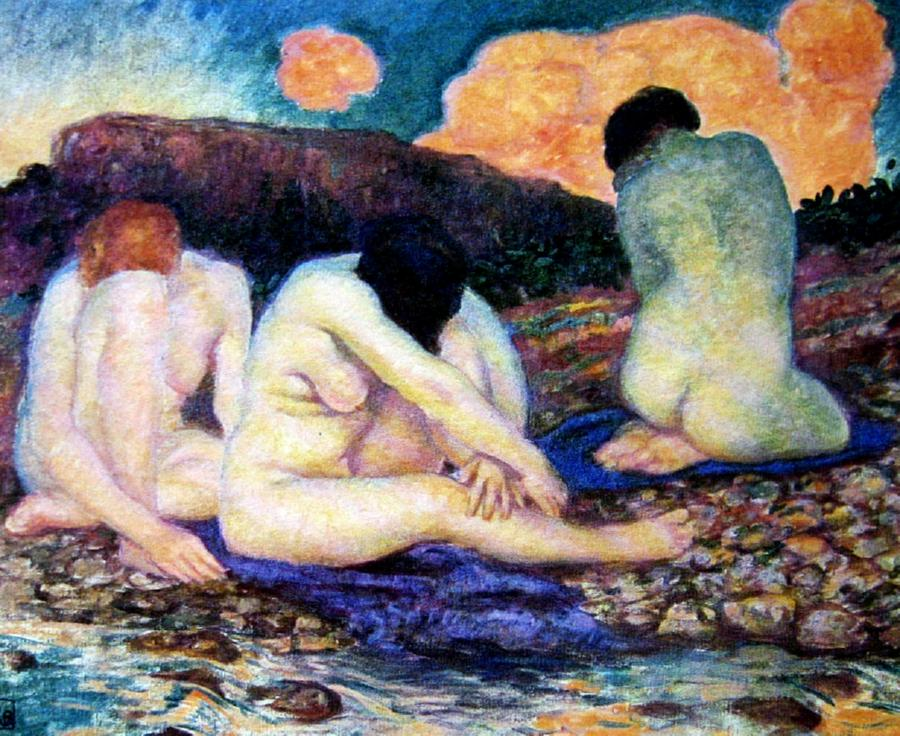
Heliaden, Rupert Bunny, jaren 20

Er zijn verschillende mythes over de Heliaden.
- Volgens de meeste versies waren ze met drie: Aegiale, Aigle en Aetheria. Andere bronnen spreken over vijf of zelfs zeven zusters.
- Hyginus heeft het over Merope, Helie, Aigle, Lampetia, Phoibe, Atherie en Dioxippe.
- Aeschylus zegt dan weer dat het Lampetia, Phaethusa en Aigle waren,
- en volgens Ovidius was de derde zuster niet Aigle maar Phoibe.

## De Metamorfose
Hun geliefde broeder, Phaëton, was enorm gekweld door het feit dat iedereen dacht dat zijn echte vader Merops was, een sterveling. Hij wou en zou zijn vrienden, waaronder enkele met goddelijk bloed, tonen dat hij de zoon van Helios, de almachtige Zonnegod, was. Getroffen door overmoed, vroeg hij de Zonnewagen aan zijn vader, die hem gezworen had alles te geven. Gevangen door zijn belofte moest Helios tot grote spijt de Zonnewagen overhandigen. Hij waarschuwde zijn zoon nog dat het heel gevaarlijk was, maar de jongen was vastbesloten. Vol enthousiasme klom hij op de Zonnewagen en begon hij aan de rit. Helaas was hij niet sterk genoeg. De Zonnewagen richtte daardoor enorme schade aan de wereld. De goden riepen Zeus om hulp om te vermijden dat de aarde nog meer verwoest werd. De oppergod zag geen andere optie dan de overmoedige jongen met zijn bliksemschicht te raken en te doen stoppen. Toen Phaëton door Zeus werd neergehaald, treurden de zusters bij zijn lijk, dat in de rivier Eridanos was gevallen. Hun tranen veranderden in barnsteen en zijzelf werden populieren. (Sommigen zeggen dat ze in elzen veranderden.)